# 三原 (朝霞市)
三原（みはら）は、埼玉県朝霞市の町名。現行行政地名は三原一丁目から三原五丁目。住居表示実施地区。郵便番号は351-0025。

## 地理
埼玉県朝霞市西部に位置し、南・南東で泉水、北東で西弁財、東で僅かに東弁財、北で朝志ヶ丘、南西で新座市野火止、西で同市東、北西で同市東北と隣接する。地内は主に戸建ての住宅地だが畑などの農地も見られる。

## 歴史
- 1981年（昭和56年）8月1日 - 第4次住居表示の実施に伴い[4]、大字膝折、大字浜崎、大字溝沼の各一部から三原一丁目〜五丁目が成立[5]。

### 朝霞市三原についての考察
三原は、元々「下ノ原」という地名で、膝折村・浜崎村・溝沼村に分かれて存在していた。また下ノ原というのは、現在の朝霞市幸町のあたりの地名を「上ノ原」という。つまり（現在の）三原と幸町の間にある黒目川という川の「下」「上」という風に分けて町名がつけられていたと考えられる。また、現在の朝霞市膝折町四丁目（三原通り）に「下ノ原入口」というバス停がある。そのバス停がある道をまっすぐ行くと朝霞市三原にたどり着くので、三原が下ノ原であったことも、ここで証明される。
ちなみに、「下ノ原」というバス停もある。

### 三原（朝霞市）の地名の変化
埼玉県新座郡膝折村大字下ノ原→埼玉県北足立郡朝霞町大字膝折字下ノ原→埼玉県朝霞市三原
と考えられる。

## 世帯数と人口
2023年（令和5年）2月1日現在の世帯数と人口は以下の通りである。
| 丁目・大字 | 世帯数    | 人口     |
| ---------- | --------- | -------- |
| 三原一丁目 | 1,738世帯 | 3,738人  |
| 三原二丁目 | 1,888世帯 | 3,964人  |
| 三原三丁目 | 1,983世帯 | 3,860人  |
| 三原四丁目 | 754世帯   | 1,547人  |
| 三原五丁目 | 941世帯   | 2,064人  |
| 計         | 7,304世帯 | 15,173人 |

## 小・中学校の学区
市立小・中学校に通う場合、学区は以下の通りとなる。
| 丁目・大字 | 番地                     | 小学校                 | 中学校                 |
| ---------- | ------------------------ | ---------------------- | ---------------------- |
| 三原一丁目 | 1番1号〜16号、55号〜76号 | 朝霞市立朝霞第十小学校 | 朝霞市立朝霞第三中学校 |
| 三原一丁目 | その他                   | 朝霞市立朝霞第五小学校 | 朝霞市立朝霞第三中学校 |
| 三原二丁目 | 全域                     | 朝霞市立朝霞第五小学校 | 朝霞市立朝霞第三中学校 |
| 三原三丁目 | 全域                     | 朝霞市立朝霞第五小学校 | 朝霞市立朝霞第三中学校 |
| 三原四丁目 | 全域                     | 朝霞市立朝霞第五小学校 | 朝霞市立朝霞第三中学校 |
| 三原五丁目 | 1番・2番                 | 朝霞市立朝霞第十小学校 | 朝霞市立朝霞第三中学校 |
| 三原五丁目 | その他                   | 朝霞市立朝霞第五小学校 | 朝霞市立朝霞第三中学校 |

## 交通

### 鉄道
1丁目町内を斜めにJR武蔵野線が朝志ヶ丘との境界上に東武東上線が通るがいずれも駅は設置されてない。最寄り駅は北朝霞駅（武蔵野線）・朝霞台駅（東武東上線）、又は志木駅（東武東上線）である。

### 道路
- 埼玉県道36号保谷志木線（三原通り）
- 宮戸橋通り
- 二本松通り
- 三原通り

## 施設
1丁目
- 埼玉県朝霞地方庁舎
  - 南西部地域振興センター
  - 朝霞県税事務所
- 日本キリスト教団朝霞教会
- 三原公園

2丁目
- 志木聖母教会
- 六道児童遊園地

3丁目
- 朝霞三原郵便局
- 六道地蔵尊
- みはら保育園
- みはらどろんこ保育園
- 星の森児童遊園地
- 三原3丁目児童遊園地

4丁目
- 境久保児童遊園地

5丁目
- 稲荷神社 - 下ノ原バス停留所付近に鎮座
- 下の原児童遊園地
- 下の原第二児童遊園地